# رنگینک کوهی شرقی
رنگینک کوهی شرقی (نام علمی: Lonchura monticola) یا سهره ریز کوهی گونه‌ای از سهرگان ریز بومی شبه‌جزیره پاپوآ است. گستره جهانی آن بین ۲۰۰۰۰ تا ۵۰۰۰۰ کیلومتر مربع برآورد می‌شود.
در زیستگاه علفزارهای نیمه‌گرمسیری / گرمسیری در ارتفاعات یافت می‌شود. وضعیت گونه به عنوان کمترین نگرانی ارزیابی می‌شود.